# العلاقات الوسط إفريقية الناوروية
العلاقات الوسط أفريقية الناوروية هي العلاقات الثنائية التي تجمع بين جمهورية أفريقيا الوسطى وناورو.

## مقارنة بين البلدين
هذه مقارنة عامة ومرجعية للدولتين:
| وجه المقارنة                                              | جمهورية أفريقيا الوسطى      | ناورو                          |
| --------------------------------------------------------- | --------------------------- | ------------------------------ |
| المساحة (كم2)                                             | 622.98 ألف                  | 21                             |
| عدد السكان (نسمة)                                         | 4.66 مليون                  | 10.08 ألف                      |
| الكثافة السكانية (ن./كم²)                                 | 7.48                        | 48.00 ألف                      |
| العاصمة                                                   | بانغي                       | ضاحية يارين                    |
| اللغة الرسمية                                             | لغة فرنسية، اللغة السانغوية | اللغة الناورونية، لغة إنجليزية |
| العملة                                                    | فرنك وسط أفريقي             | دولار أسترالي                  |
| الناتج المحلي الإجمالي (بليون دولار)                      | 1.95 مليار                  | 113.88 مليون                   |
| الناتج المحلي الإجمالي (تعادل القوة الشرائية) بليون دولار | 3.03 مليار                  | 162.98 مليون                   |
| الناتج المحلي الإجمالي الاسمي للفرد دولار أمريكي          | 323                         | 9.83 ألف                       |
| الناتج المحلي الإجمالي للفرد دولار أمريكي                 | 594                         |                                |
| مؤشر التنمية البشرية                                      | 0.350                       |                                |
| رمز المكالمات الدولي                                      | +236                        | +674                           |
| رمز الإنترنت                                              | .cf                         | .nr                            |
| المنطقة الزمنية                                           | ت ع م+01:00                 | ت ع م+12:00                    |

## منظمات دولية مشتركة
يشترك البلدان في عضوية مجموعة من المنظمات الدولية، منها:
| علم المنظمة | اسم المنظمة                                 | تاريخ انضمام جمهورية أفريقيا الوسطى | تاريخ انضمام ناورو |
| ----------- | ------------------------------------------- | ----------------------------------- | ------------------ |
|             | يونسكو                                      | 11 نوفمبر 1960                      | 17 أكتوبر 1996     |
|             | الاتحاد البريدي العالمي                     | ?                                   | ?                  |
|             | منظمة الشرطة الجنائية الدولية               | ?                                   | ?                  |
|             | الأمم المتحدة                               | 20 سبتمبر 1960                      | 14 سبتمبر 1999     |
|             | الاتحاد الدولي للاتصالات                    | 2 ديسمبر 1960                       | 10 يونيو 1969      |
|             | منظمة حظر الأسلحة الكيميائية                | ?                                   | ?                  |
|             | مجموعة دول أفريقيا والكاريبي والمحيط الهادئ | ?                                   | ?                  |